# Marco Predolin
Marco Maria Dalmazio Predolin (Borgo Val di Taro, 26 marzo 1951) è un conduttore televisivo e conduttore radiofonico italiano.

## Biografia
Marco Predolin nasce in provincia di Parma da una famiglia di esuli dalmatoveneti da Zara.

### La televisione e la radio
Dal 1976 comincia a lavorare in varie radio private, fra le quali vi è Radio Babboleo di Genova. Nel 1978 approda a TeleRadiocity, mentre nel 1979 è a Radio Monte Carlo. L'anno successivo a Tele Montecarlo affronta, con un programma per bambini, la sua prima trasmissione televisiva.
Il successo giunge quando diventa un conduttore delle reti Fininvest. Tra i programmi da lui presentati c'è M'ama non m'ama, dal 1983 al 1985, prima con Sabina Ciuffini e poi con Ramona Dell'Abate. Successivamente presenta Il gioco delle coppie dal 1985, prima su Italia 1, poi su Rete 4 e infine su Canale 5, quando nel 1990 lascia il quiz che viene affidato in seguito a Corrado Tedeschi nell'edizione 1990-1991. Da ricordare, sempre su Canale 5, la conduzione del sexy varietà Passiamo la notte insieme, nell'estate 1988. Nell'estate successiva è al fianco di Red Ronnie al timone del varietà musicale Una rotonda sul mare, sempre su Canale 5.
Nel 1992 passa in Rai a condurre I circhi del mondo e altre rubriche per Rai 2, e La cultura dell'occhio (di cui è anche autore) per Rai 3. Nel 1994 presenta con Ramona Dell'Abate un "remake" del gioco a quiz M'ama non m'ama dieci anni dopo, chiamato Quanto mi ami?, trasmesso su Italia 7. Negli anni successivi si occupa soprattutto di televendite. Questi sono anche gli anni in cui voci infondate annunciano prima la morte di Predolin, e poi il ricovero in ospedale per AIDS. Il presentatore smentisce tutto, annuncia possibili azioni legali e, nell'intento di chiarire, racconta questa straniante esperienza in un libro intitolato Chi non muore si rivede. In seguito lascia la televisione.
Nel 2004 diventa protagonista del reality di Rai 2 La talpa, condotto da Paola Perego, nel quale si aggiudica il terzo posto. Prima della conclusione dello show, Predolin si taglia i baffi e dichiara di essere la "talpa" della trasmissione. Dal 2005 si dedica alla conduzione di trasmissioni di musica da ballo su alcune televisioni locali: nel 2005 è a Canale Italia al comando di Ballando cantando, un contenitore di musica, ballo e spettacolo; successivamente approda a Milano+ (ex Italia 8 Lombardia) nel cast dello show Musica insieme. Nel 2008 avviene il ritorno a Canale Italia con il game-show dai contenuti piccanti Casinò. In questi anni ha avuto anche esperienze radiofoniche su RTL 102.5.
Dal gennaio del 2016 è uno degli annunciatori di Radio Zeta, emittente del gruppo RTL 102.5, sulla quale conduce una trasmissione in onda dal lunedì al venerdì dalle 8:00 alle 10:00 inizialmente in coppia con Federica Gentile, poi con Chiara Lorenzutti. Nel corso del 2017 la sua trasmissione viene collocata il sabato e la domenica nella stessa fascia oraria. Dal 2018 conduce Pane amore e zeta dal lunedì al venerdì a mezzogiorno sempre affiancato dalla Lorenzutti. Dall'11 settembre 2017 partecipa come concorrente alla seconda edizione del reality show Grande Fratello VIP, dal quale viene squalificato il 2 ottobre per aver bestemmiato.

### La politica
Nelle elezioni amministrative del 15-16 maggio 2011 si candida come consigliere comunale a Milano nella lista Unione Italiana - Librandi, a sostegno della candidatura a sindaco di Letizia Moratti, raccogliendo però solo 13 voti di preferenza.

### Altre attività
Nell'estate 1984 presenta lo spettacolo itinerante Incontri d'Estate, che includeva nel suo cast Dario Baldan Bembo, Dori Ghezzi, Franco Rosi e i Blue Aquarius. Nell'estate del 2003 presenta molte serate del Tour di Radio Italia. Tra la fine degli anni ottanta e l'inizio dei novanta interpreta due pellicole per il cinema: Vogliamoci troppo bene (1989) di Francesco Salvi e Assolto per aver commesso il fatto (1992) di Alberto Sordi.
Nel 1992 scrive il libro Chi non muore si rivede, mentre nel 2010 esce Sfigati, manuale di autodiagnosi, edito dal Gruppo Albatros.
Nel 1993 fonda la Predo Band, formazione con cui si esibisce in vari locali sul territorio nazionale. Nel 1997 partecipa al musical Grease, con Lorella Cuccarini, nella parte di Vince Fontaine. Nel 2010 apre un ristorante a Porto Rotondo, in Sardegna.

## Televisione
- M'ama non m'ama (Rete 4, 1983-1985)
- M'ama non m'ama Show (Rete 4, 1984)
- Il gioco delle coppie (Italia 1, 1985-1986; Canale 5, 1988-1990; Rete 4, 1986-1988)
- Miss Italia (Canale 5, 1985)
- Passiamo la notte insieme (Canale 5, 1988)
- Una rotonda sul mare (Canale 5, 1989)
- Fort Boyard (1 gioco italiano, 1991)
- Il circo delle Stelle - Questa sera rischiamo anche noi (Rai 2, 1991)
- Io e Handy (MTV, 1992)
- E venne una stella (Rai 2, 1992)
- Umbriafiction '93 (Rai 3, 1993)
- DSE - L'occhio su arte e viaggi (Rai 3, 1993)
- Le stelle del Mediterraneo (Cinquestelle, 1993)
- I circhi del mondo (Rai 2, 1994)
- Grandi magazzini (Italia 1, 1994)
- Fotomodella dell'anno (Italia 7, 1994)
- Quanto mi ami? (Italia 7, 1994)
- Fantaliscio (Odeon TV, 2002)
- La talpa (Rai 2, 2004) - concorrente
- Ballando cantando (Canale Italia, 2005-2006)
- Musica insieme (Milano+, 2007)
- Mi ritorni in mente (Milano+, 2007)
- Casinò (Canale Italia, 2008)
- Grande Fratello VIP (Canale 5, 2017) - concorrente
- L'isola dei famosi 17 (Canale 5, 2023) - concorrente

## Radio
- Radio Babboleo (1976-1977)
- Radiocity (1978-1979)
- Radio Monte Carlo (1979-1980)
- Tintarella di Luna (Rai Radio 2 (1994)
- Mosca cieca (Rai Radio 2, 1995)
- Pane, amore e zeta (Radio Zeta, 2016-2018)

## Filmografia
- Vogliamoci troppo bene, regia di Francesco Salvi (1989)
- Assolto per aver commesso il fatto, regia di Alberto Sordi (1992)

## Libri
- Chi non muore si rivede (1992)
- Sfigati, manuale di autodiagnosi (2010)